# Jianxing Xiang
Jianxing Xiang (kinesiska: 建兴, 建兴乡) är en socken i Kina. Den ligger i provinsen Yunnan, i den sydvästra delen av landet, omkring 190 kilometer sydväst om provinshuvudstaden Kunming. Antalet invånare är 13 234. Befolkningen består av 6 183 kvinnor och 7 051 män. Barn under 15 år utgör 22,0 %, vuxna 15-64 år 67 %, och äldre över 65 år 9,0 %.
Genomsnittlig årsnederbörd är 1 128 millimeter. Den regnigaste månaden är juli, med i genomsnitt 226 mm nederbörd, och den torraste är februari, med 9 mm nederbörd.